# Carlos Stricker
Carlos Andrés Stricke (Sunchales, 2 de outubro de 1937) é um ex-pentatleta olímpico argentino. 

## Carreira
Carlos Stricker representou a Argentina nos Jogos Olímpicos de 1960, na qual ficou na 26° posição no individual e 10° por equipes. 